# Piotr Machnikowski
Piotr Machnikowski (ur. w 1974) – polski prawnik, radca prawny i profesor nauk prawnych, specjalista w zakresie prawa cywilnego, arbiter w krajowym i międzynarodowym arbitrażu handlowym. W latach 2013–2015 członek Komisji Kodyfikacyjnej Prawa Cywilnego

## Życiorys
W 1997 ukończył studia prawnicze na Wydziale Prawa i Administracji Uniwersytetu Wrocławskiego, a dwa lata później złożył z wynikiem pozytywnym egzamin sędziowski w Sądzie Okręgowym we Wrocławiu. W 2001 na podstawie napisanej pod kierunkiem Edwarda Gniewka rozprawy pt. Weksel własny in blanco otrzymał stopień naukowy doktora nauk prawnych w zakresie prawa, specjalność: prawo cywilne. Tam też na podstawie dorobku naukowego oraz rozprawy pt. Swoboda umów według art 353¹ KC. Konstrukcja prawna uzyskał w 2006 stopień doktora habilitowanego nauk prawnych w zakresie prawa, specjalność: prawo cywilne. W 2011 prezydent RP nadał mu tytuł naukowy profesora nauk prawnych. Jest kierownikiem Zakładu Prawa Cywilnego i Prawa Międzynarodowego Prywatnego na Wydziale Prawa, Administracji i Ekonomii Uniwersytetu Wrocławskiego.
Był członkiem Komisji Kodyfikacyjnej Prawa Cywilnego działającej przy Ministrze Sprawiedliwości RP w latach 2013–2015.
Od 2004 wykonuje zawód radcy prawnego. Arbiter w krajowym i międzynarodowym arbitrażu handlowym.